# Finbladet vejsennep
Finbladet vejsennep (Descurainia sophia) er en enårig 20-70 cm høj, oftest tæt håret plante i korsblomst-familien. Arten er hjemmehørende i middelhavsområdet og Asien, men er nu spredt af mennesket over det meste af verden. Bladene er 2-3 gange fjersnitdelte med trådfine afsnit. De gulgrønne blomster er 3 mm og af længde med bægeret. Støvdragerne er dobbelt så lange som kronen. Skulperne er trådformede og 15-45 mm lange. De sidder på udstående stilke.
I Danmark er finbladet vejsennep almindelig på tør, næringsrig bund nær bebyggelse. Den blomstrer i juni til august.